# Liste der Naturdenkmale in Straelen und Wachtendonk

Stadtwappen Straelen

Gemeindewappen Wachtendonk

Die Liste der Naturdenkmale in Straelen und Wachtendonk enthält die Naturdenkmale aus dem Landschaftsplan Nr. 14 des Kreis Kleve. Rechtskraft seit 23. Februar 2013.
In ihr sind besondere Bäume, Baumgruppen, Alleen, ein Findling und ein Quellbereich mit Teichen an 51 verschiedenen Standorten gelistet. Sie beeindrucken durch ihre Schönheit, Eigenart und Seltenheit oder sind aus wissenschaftlichen, kulturhistorischen oder ökologischen Gründen von Bedeutung. Ein Großteil der Naturdenkmale befindet sich bei Haus Caen in Straelen. Neben der Gartenanlage sind dort auch viele Einzelbäume als besondere Einzelschöpfungen der Natur festgelegt.
| Denkmal-Nummer | Ort / Lage | Bezeichnung des ND                                                    | Anzahl | Art                                                        | Eingetragen seit | Schutzgrund                                            | Beschreibung | Bild                                    |
| -------------- | --- | --------------------------------------------------------------------- | ------ | ---------------------------------------------------------- | ---------------- | ------------------------------------------------------ | --- | --------------------------------------- |
| ND 1           | Straelen-: Straßenbankett am Grenzweg in einer leichten Mulde Karte | Stieleiche am Grenzweg                                                | 1      | Stieleiche (Quercus robur)                                 | 2013             | Eigenart Schönheit                                     | Umfang: ca. 330 cm Höhe: ca. 20 m Kronendurchmesser: ca. 18 m Der Stamm hat eine Höhe von 4 m und teilt sich in ca. 15 Stämmlinge und Einzeltriebe | BW                                      |
| ND 2           | Straelen-: Am Wohnhaus und am Rande einer Wiese an der Maasstraße 177 Karte | Stieleichen an der Maasstraße bei Westerbroek                         | 2      | Stieleiche (Quercus robur)                                 | 2013             | Eigenart Schönheit                                     | Umfang: ca. 440 bzw. 380 cm Höhe: ca. 25 bzw. 22 m Kronendurchmesser: ca. 16 bzw. 14 m | BW                                      |
| ND 3           | Straelen-Brüxken Auf einer Wiese in Brüxken Karte | Stieleiche in Brüxken                                                 | 1      | Stieleiche (Quercus robur)                                 | 2013             | Eigenart Schönheit                                     | Umfang: ca. 470 cm Höhe: ca. 28 m Kronendurchmesser: ca. 20 m 10 m hoher Stamm, durch Sturmschäden vereinzelt Totholz in der Krone. | BW                                      |
| ND 4           | Straelen-: Auf einer Insel, östlich von Haus Coull, Rathausstraße / Xantener Straße Karte                                                                                                   | Tulpenbaum bei Haus Coull                                             | 1      | Tulpenbaum (Liriodendron tulipifera)                       | 2013             | Eigenart Schönheit                                     | Umfang: ca. 370 cm Höhe: ca. 28 m Kronendurchmesser: ca. 10 m | BW                                      |
| ND 5           | Straelen-: Haus Coull, Rathausstraße / Xantener Straße, Innenrand der Gräfte Karte | Doppelstämmiger Mammutbaum bei Haus Coull                             | 1      | Mammutbaum (Sequoiadendron giganteum)                      | 2013             | Seltenheit Eigenart Schönheit                          | Umfang: ca. 770 cm, ab 2 m Höhe: 440 cm Höhe: ca. 35 – 40 m Kronendurchmesser: ca. 10 – 12 m Baum teilt sich in 2 Meter Höhe in zwei Stämme. Er wurde bereits in der Naturdenkmalverordnung des Landkreises Geldern vom 1. Dez. 1954 als ND ausgewiesen. | BW                                      |
| ND 6           | Straelen-: Straßenrand entlang der Zufahrt zu Haus Coull, Rathausstraße / Xantener Straße, zwischen dem Außenrand der Gräfte und dem Weg Karte                                              | Baumreihe aus Stieleichen bei Haus Coull                              | 15     | Stieleiche (Quercus robur)                                 | 2013             | Seltenheit Eigenart Schönheit                          | Umfang: ca. 160 – 350 cm Höhe: ca. 22 – 28 m Kronendurchmesser: ca. 10 – 15 m | BW                                      |
| ND 7           | Straelen-: Auf einer Rasenfläche am westlichen Zufahrtsbogen von Haus Coull, Rathausstraße / Xantener Straße Karte                                                                          | Mammutbaum bei Haus Coull                                             | 1      | Mammutbaum (Sequoiadendron giganteum)                      | 2013             | Eigenart Schönheit                                     | Umfang: ca. 290 cm Höhe: ca. 40 m Kronendurchmesser: ca. 12 m | BW                                      |
| ND 8           | Straelen-: Westliche Straßenseite an der Hofstelle Klaesen am Klaesenweg, unweit eines kleinen Stallgebäudes Karte                                                                          | Ulmen am Klaesenweg                                                   | 2      | Feldulme (Ulmus carpinifolia)                              | 2013             | Seltenheit Schönheit                                   | Umfang: ca. 440 bzw. 340 cm Höhe: je ca. 27 m Kronendurchmesser: je ca. 15 m | BW                                      |
| ND 9           | Straelen-: ca. 200 m nördlich der Mühle von Haus Caen, beidseitig des Mühlengrabens im Einmündungsbereich der Niers, Caen / Wachtendonker Straße Karte                                      | Sumpfzypressen nördlich der Mühle bei Haus Caen                       | 3      | Sumpfzypresse (Taxodium distichum)                         | 2013             | Seltenheit Eigenart Schönheit                          | Umfang: ca. 550, 360 und 390 cm Höhe: ca. 29 – 35 m Kronendurchmesser: ca. 10 – 15 m Die Bäume sind über 200 Jahre alt. | BW                                      |
| ND 10          | Straelen-: Westlich von Haus Caen, Caen / Wachtendonker Straße Karte | Baumgruppen westlich von Haus Caen                                    | 12     | Baumgruppen (siehe ND 10.1 bis ND 10.12)                   | 2013             |                                                        | In den Geschichtsunterlagen von Haus Caen wird beschrieben, dass der Naturfreund und Gelehrte Carl Ludwig Franz von Varo 1876 verstarb und zu Lebzeiten zwischen 1820 und 1830 durch Gartendirektor Maximilian Friedrich Weyhe einen großen Landschaftspark anlegen ließ. Die nachstehend aufgeführten ND lassen darauf schließen, dass der Baumbestand vor ca. 190 Jahre angelegt wurde. | BW                                      |
| ND 10.1        | Straelen-: Westlich von Haus Caen, Caen / Wachtendonker Straße, zwischen der Moorbeek und dem westlichen Gebäudeteil                                                                        | Sumpfzypresse westlich von Haus Caen                                  | 1      | Sumpfzypresse (Taxodium distichum)                         | 2013             | Eigenart Schönheit                                     | Umfang: ca. 400 cm Höhe: ca. 35 m Kronendurchmesser: ca. 12 m | Direkt Bild zu diesem Denkmal hochladen |
| ND 10.2        | Straelen-: Westlich von Haus Caen, Caen / Wachtendonker Straße, zwischen der Moorbeek und dem westlichen Gebäudeteil                                                                        | Tulpenbäume westlich von Haus Caen                                    | 2      | Tulpenbaum (Liriodendron tulipifera)                       | 2013             | Eigenart Schönheit                                     | Umfang: ca. 320 bzw. 390 cm Höhe: je ca. 25 m Kronendurchmesser: je ca. 12 m | Direkt Bild zu diesem Denkmal hochladen |
| ND 10.3        | Straelen-: Westlich von Haus Caen, Caen / Wachtendonker Straße, am südlichen Ufer des Teiches                                                                                               | Sumpfzypresse westlich von Haus Caen                                  | 1      | Sumpfzypresse (Taxodium distichum)                         | 2013             | Eigenart Schönheit                                     | Umfang: ca. 410 cm Höhe: ca. 30 m Kronendurchmesser: ca. 10 m | Direkt Bild zu diesem Denkmal hochladen |
| ND 10.4        | Straelen-: Westlich von Haus Caen, Caen / Wachtendonker Straße, an der westlichen Parzellengrenze des Parkgeländes an einem Gewässer und in unmittelbarer Nähe der Grabanlage von Haus Caen | Schwarzerle westlich von Haus Caen                                    | 1      | Schlitzblättrige Schwarzerle (Alnus glutinosa „Laciniata“) | 2013             | Eigenart Schönheit                                     | Umfang: ca. 270 cm Höhe: ca. 20 m Kronendurchmesser: ca. 15 m | Direkt Bild zu diesem Denkmal hochladen |
| ND 10.5        | Straelen-: Westlich von Haus Caen, Caen / Wachtendonker Straße, bei den Grabstätten im westlichen Bereich der Gartenanlage                                                                  | Eiben westlich von Haus Caen                                          | 5      | Eibe (Taxus baccata)                                       | 2013             | Eigenart Schönheit                                     | Umfang: ca. 160 – 180 cm Höhe: je ca. 10 m Kronendurchmesser: je ca. 5 m Die Bäume sind halbrund um die Grabstätten von mehreren Familienangehörigen von Geyr zu Schweppenburg angepflanzt. | Direkt Bild zu diesem Denkmal hochladen |
| ND 10.6        | Straelen-: Westlich von Haus Caen, Caen / Wachtendonker Straße, an einem Parkweg der parallel zur Moorbeek verläuft und zur westlich gelegenen Lindenallee führt                            | Schwarzkiefer westlich von Haus Caen                                  | 1      | Schwarzkiefer (Pinus nigra austriaca)                      | 2013             | Eigenart Schönheit                                     | Umfang: ca. 330 cm Höhe: ca. 30 m Kronendurchmesser: ca. 10 m | Direkt Bild zu diesem Denkmal hochladen |
| ND 10.7        | Straelen-: Westlich von Haus Caen, Caen / Wachtendonker Straße, am Rande einer Rasenfläche                                                                                                  | Zerreiche westlich von Haus Caen                                      | 1      | Zerreiche (Quercus cerris)                                 | 2013             | Eigenart Schönheit                                     | Umfang: ca. 310 cm Höhe: ca. 25 m Kronendurchmesser: ca. 20 m Durch seine weit ausladende Krone hat der Baum eine sehr imposante Erscheinung. | Direkt Bild zu diesem Denkmal hochladen |
| ND 10.8        | Straelen-: Westlich von Haus Caen, Caen / Wachtendonker Straße, etwas seitlich auf einer Rasenfläche                                                                                        | Geschlitzt blättrige Rotbuche westlich von Haus Caen                  | 1      | Schlitzblättrige Rotbuche (Fagus sylvatica „Laciniata“)    | 2013             | Eigenart Schönheit                                     | Umfang: ca. 440 cm Höhe: ca. 20 m Kronendurchmesser: ca. 12 m Stamm weist auf Westseite Schaden durch Pilzbefall (Lackporling) auf. | Direkt Bild zu diesem Denkmal hochladen |
| ND 10.9        | Straelen-: Westlich von Haus Caen, Caen / Wachtendonker Straße, am Rand einer Rasenfläche                                                                                                   | Säuleneiche westlich von Haus Caen                                    | 1      | Säuleneiche (Quercus robur „Fastigiata“)                   | 2013             | Eigenart Schönheit                                     | Umfang: ca. 320 cm Höhe: ca. 28 m Kronendurchmesser: ca. 7 m | Direkt Bild zu diesem Denkmal hochladen |
| ND 10.10       | Straelen-: Westlich von Haus Caen, Caen / Wachtendonker Straße | Mehrstämmige Schwarzkiefer westlich von Haus Caen                     | 1      | Schwarzkiefer (Pinus nigra austriaca)                      | 2013             | Eigenart Schönheit                                     | Umfang: ca. 210 – 240 cm, Maß der einzelnen Stämmlinge Höhe: ca. 28 m Kronendurchmesser: ca. 10 – 12 m Es handelt sich um eine dreistämmige Schwarzkiefer. Einer der Stämme teilt sich in 5 m Höhe und bildet hier einen 4. Stamm. | Direkt Bild zu diesem Denkmal hochladen |
| ND 10.11       | Straelen-: Westlich von Haus Caen, Caen / Wachtendonker Straße, südwestlich des Eiskellers                                                                                                  | Esche westlich von Haus Caen                                          | 1      | Esche (Fraxinus excelsior)                                 | 2013             | Eigenart Schönheit                                     | Umfang: ca. 300 cm Höhe: ca. 30 m Kronendurchmesser: ca. 12 m Im Traufenbereich befindet sich strauch- und baumartiger Unterwuchs. | Direkt Bild zu diesem Denkmal hochladen |
| ND 10.12       | Straelen-: Westlich von Haus Caen, Caen / Wachtendonker Straße, südwestlich des Eiskellers                                                                                                  | Scheinakazie – Robinie westlich von Haus Caen                         | 1      | Robinie (Robinia pseudoacacia)                             | 2013             | Eigenart Schönheit                                     | Umfang: ca. 390 cm Höhe: ca. 28 m Kronendurchmesser: ca. 12 m Mit strauch- und baumartigen Unterwuchs. | Direkt Bild zu diesem Denkmal hochladen |
| ND 11          | Straelen-: Auf einer Grünlandfläche zwischen der Niers und der Moorbeekschleife, ca. 150 und 200 m südöstlich von Haus Caen, Wachtendonker Straße Karte                                     | Stieleichen südöstlich Haus Caen                                      | 2      | Stieleiche (Quercus robur)                                 | 2013             | Eigenart Schönheit Ökologische Gründe                  | Umfang: ca. 560 bzw. 690 cm Höhe: ca. 25 bzw. 20 m Kronendurchmesser: ca. 25 bzw. 20 m Alter: über 200 Jahre Der südlichere Baum hat eine Höhlung im Stammbereich. Die Stieleichen wurden bereits in der Naturdenkmalverordnung des Landkreises Geldern vom 1. Dez. 1954 als ND ausgewiesen. Beschreibung und Foto                                                                        | BW                                      |
| ND 12          | Straelen-: Südöstlich von Haus Caen, Wachtendonker Straße Karte | Baumgruppen südöstlich von Haus Caen                                  |        | Baumgruppen (siehe ND 12.1 bis ND 12.6)                    | 2013             |                                                        | | Fotos hochladen                         |
| ND 12.1        | Straelen-: Südöstlich von Haus Caen, zwischen der Moorbeekschleife und dem westlichen Gebäudeteil                                                                                           | Sumpfzypresse südöstlich von Haus Caen                                | 1      | Sumpfzypresse (Taxodium distichum)                         | 2013             | Eigenart Schönheit                                     | Umfang: ca. 240 cm Höhe: ca. 22 m Nicht verwechseln mit dem etwas mächtigen Baum mit Kronenbruch innerhalb der Schleife. | Direkt Bild zu diesem Denkmal hochladen |
| ND 12.2        | Straelen-: Südöstlich von Haus Caen, im historischen Landschaftspark, in einem Dreieck der Moorbeek und einem Graben, der den Abschluss der Gartenanlage bildete                            | Hainbuche südöstlich von Haus Caen                                    | 1      | Hainbuche (Carpinus betulus)                               | 2013             | Eigenart Schönheit                                     | Umfang: 7 Stämmlinge mit jeweils 35 – 70 cm Höhe: ca. 18 m Kronendurchmesser: ca. 15 m Mehrstämmige Hainbuche, vermutlich hat sie als Schattenlaube gedient. Vom Standort des Baumes hat man einen herrlichen Ausblick über die ehemals gärtnerisch genutzte Gartenanlage auf das historische Gebäude.                                                                                    | Direkt Bild zu diesem Denkmal hochladen |
| ND 12.3        | Straelen-: Südöstlich von Haus Caen | Sumpfzypressen südöstlich von Haus Caen                               | 2      | Sumpfzypresse (Taxodium distichum)                         | 2013             | Eigenart Schönheit Ökologische Gründe                  | Umfang: ca. 690 bzw. 660 cm Höhe: ca. 35 bzw. 38 m Kronendurchmesser: ca. 12 bzw. 15 m Alter: ca. 200 Jahre | Direkt Bild zu diesem Denkmal hochladen |
| ND 12.4        | Straelen-: ca. 200 m südöstlich von Haus Caen auf der spitz zulaufenden Insel | Blutbuchen südöstlich von Haus Caen                                   | 3      | Blutbuche (Fagus sylvatica purpurea)                       | 2013             | Eigenart Schönheit                                     | Umfang: ca. 450 cm, 450 cm und 400 cm Höhe: je ca. 30 m Kronendurchmesser: ca. 15 – 20 m Die Blutbuchen sind aus Sämlingen gezogen und nicht gepfropft. | Direkt Bild zu diesem Denkmal hochladen |
| ND 12.5        | Straelen-: ca. 200 m südöstlich von Haus Caen in der südlichen Moorbeekschleife | Königsnuss südöstlich von Haus Caen                                   | 1      | Königsnuss (Carya laciniosa)                               | 2013             | Eigenart Schönheit                                     | Umfang: ca. 250 cm Höhe: ca. 30 m Kronendurchmesser: ca. 12 m | Direkt Bild zu diesem Denkmal hochladen |
| ND 12.6        | Straelen-: ca. 200 m südöstlich von Haus Caen in der südlichen Moorbeekschleife | Geschlitzt blättrige Rotbuche südöstlich von Haus Caen                | 1      | Schlitzblättrige Rotbuche (Fagus sylvatica „Laciniata“)    | 2013             | Eigenart Schönheit                                     | Umfang: ca. 290 cm Höhe: ca. 25 m Kronendurchmesser: ca. 12 m | Direkt Bild zu diesem Denkmal hochladen |
| ND 13          | Straelen-: ca. 200 m südlich von Haus Caen und östlich der Niers Karte | Sumpfzypresse am Niersufer südöstlich von Haus Caen                   | 1      | Sumpfzypresse (Taxodium distichum)                         | 2013             | Eigenart Schönheit                                     | Umfang: ca. 690 cm Höhe: ca. 20 m Kronendurchmesser: ca. 15 m Mit den Orkanstürmen im Juli 2010 ist die Baumspitze in ca. 15 m Höhe ausgebrochen. Die Sumpfzypresse wurde bereits in der Naturdenkmalverordnung des Landkreises Geldern vom 1. Dez. 1954 als ND ausgewiesen. | BW                                      |
| ND 14          | Straelen-: Am Moorbach, Boekholterweg / Xantener Straße Karte | Rotbuchen (Dreifaltigkeit) am Mühlenhof                               | 3      | Rotbuche (Fagus sylvatica)                                 | 2013             | Eigenart Schönheit                                     | Umfang: ca. 350 – 380 cm Höhe: ca. 28 – 30 m Kronendurchmesser: je ca. 15 m | BW                                      |
| ND 15          | Wachtendonk-: ca. 50 m südlich von Haus Holtheyde Karte | Laube aus Eiben bei Haus Holtheyde                                    | 11     | Eibe (Taxus baccata)                                       | 2013             | Eigenart Schönheit Historische Gründe                  | Höhe: ca. 7 m Laubendurchmesser: innen 9 m und außen 20 m Kreisrunde Eibenlaube, durch die Bildung des Kronenschlusses sind die inneren beschatteten Bereiche gänzlich abgestorben. Im Mittelpunkt und vollkommen im Schatten befindet sich eine zerstörte Sonnenuhr. | BW                                      |
| ND 16          | Wachtendonk-: 150 m südlich von Haus Holtheyde Karte | Lindengruppe bei Haus Holtheyde                                       | 3      | Winterlinde (Tilia cordata)                                | 2013             | Eigenart Schönheit                                     | Umfang: ca. 520 cm, 360 cm und 350 cm Höhe: ca. 32 – 35 m Alter: ca. 200 Jahre Im Dreieck gepflanzte Linden. Die erste Linde ist in 1,50 m Höhe in 5 Stämmlinge geteilt, der zweite Baum ist ab 1,0 m Höhe 3-triebig und der dritte in 1,0 m Höhe in 2 Stämmlinge geteilt. | BW                                      |
| ND 17          | Straelen-: ca. 100 m westlich der Kapelle bei Paesmühle und südlich des Mühlenbaches, Paesmühlenweg, Nähe BW Lager Karte                                                                    | Eibe westlich der Paesmühle                                           | 1      | Eibe (Taxus baccata)                                       | 2013             | Eigenart Schönheit                                     | Umfang: ca. 360 cm Höhe: ca. 10 m Alter: über 200 Jahre Der Stammfuß ist in 3 Stämmlinge geteilt, durch die starke Beschattung der umstehenden größeren Bäume wird sie im Wuchs gehemmt. | Fotos hochladen                         |
| ND 18          | Straelen-: östlich der Paesmühle in der Holthuyser Heide, Paesmühlenweg, Nähe BW Lager Karte                                                                                                | Quellbach mit 2 Teichen östlich der Paesmühle in der Holthuyser Heide | 1      | Quellbach mit 7 Quellen und 2 Teichen                      | 2013             | Landeskundliche Gründe Kulturhistorische Gründe        | Im Tal der sieben Quellen haben sich Quellbäche mehrerer Quellen tief in das Gelände eingeschnitten, wodurch das Relief sehr hügelig ist. Diese sieben Quellbäche speisen 2 Teiche, welche wohl die ehemaligen Mühlteiche der nahe gelegenen Paesmühle sind und in den Mühlenbach abfließen.                                                                                              | Fotos hochladen                         |
| ND 19          | Straelen-: westlich vom Wohnhaus Sanger Feld 3 Karte | Sommerlinde in Sang                                                   | 1      | Sommerlinde (Tilia platyphyllos)                           | 2013             | Seltenheit Eigenart Schönheit                          | Umfang: ca. 420 cm Höhe: ca. 22 m Kronendurchmesser: ca. 12 m Der Baum ist in der freien Landschaft weithin sichtbar und stellt auch auf Grund ihres mächtigen Stammumfanges eine imposante Erscheinung dar. | BW                                      |
| ND 20          | Wachtendonk-: Auf einer Geländekante an einem Feldweg bei der Hofstelle Berben, Berbenweg / Heyackerweg Karte                                                                               | Stieleichen bei der Hofstelle Berben                                  | 2      | Stieleiche (Quercus robur)                                 | 2013             | Eigenart Schönheit                                     | Umfang: ca. 330 bzw. 400 cm Höhe: ca. 23 bzw. 25 m Kronendurchmesser: ca. 14 bzw. 18 m Die südlichere Eiche wurde vom Blitz getroffen und hat einen Blitzriss mit Einfäulung. | BW                                      |
| ND 21          | Wachtendonk-: Auf einer Wiese am Kookerweg Karte | Baumweide am Kookerweg                                                | 1      | Silberweide (Salix alba)                                   | 2013             | Seltenheit Eigenart Schönheit Kulturhistorische Gründe | Umfang: ca. 950 cm Höhe: ca. 18 m Kronendurchmesser: ca. 20 m Die Kopfweide hat an der Basis 3 Stämmlinge von je 1,50 m Durchmesser. Ein vierter Stämmling ist bereits ausgebrochen. Alle Stämmlinge weisen Kernfäulen auf. | BW                                      |
| ND 22          | Wachtendonk-Rüttendorf ca. 25 m nördlich vom Rüttendorfer Weg im Bereich eines alten Stallgebäudes, Nähe Honnenkapelle, Rüttendorfer Weg Karte                                              | Stieleiche bei Wachtendonk – Rüttendorf                               | 1      | Stieleiche (Quercus robur)                                 | 2013             | Eigenart Schönheit                                     | Umfang: ca. 360 cm Höhe: ca. 25 m Kronendurchmesser: ca. 14 m | BW                                      |
| ND 23          | Straelen-: an der niederländischen Grenze bei Herongen, Niederdorfer Straße / Herungerberg Karte                                                                                            | Stieleiche an der niederländischen Grenze bei Herongen                | 1      | Stieleiche (Quercus robur)                                 | 2013             | Eigenart Schönheit                                     | Umfang: ca. 460 cm Höhe: ca. 25 m Kronendurchmesser: ca. 28 m Der imposante Baum steht in einer kreisrunden, verschobenen Hochbordeinfassung direkt an der Grenze. | Fotos hochladen                         |
| ND 24          | Straelen-Louisenburg Straßenbankett am Napoleonweg, Nähe Nordkanal Schleuse Louisenburg Karte                                                                                               | Esskastanie am Napoleonweg bei Louisenburg                            | 1      | Edelkastanie (Castanea sativa)                             | 2013             | Eigenart Schönheit                                     | Umfang: ca. 410 cm Höhe: ca. 16 m Kronendurchmesser: ca. 15 m Ab einer Stammhöhe von ca. 1 bis 1,5 m ist der Baum in 4 Stämmlinge von 40 – 60 cm Durchmesser geteilt. Er besitzt eine gut ausgeprägte und arttypische Krone. | BW                                      |
| ND 25          | Straelen-: Gehöft Altbroekhuysen 13, hinter dem Hof am Ende eines Grabens, am Rande eines wassergebundenen Feldweges. Karte                                                                 | Birne hinter dem Gehöft Altbroekhuysen 13                             | 1      | Tafelbirne (Pyrus communis)                                | 2013             | Eigenart Schönheit                                     | Umfang: ca. 250 cm Höhe: ca. 14 m Kronendurchmesser: ca. 12 m | BW                                      |
| ND 26          | Straelen-: Gehöft Altbroekhuysen 15 Karte | Hainbuche hinter dem Gehöft Altbroekhuysen 15                         | 1      | Hainbuche (Carpinus betulus)                               | 2013             | Eigenart Schönheit Kulturhistorische Gründe            | Umfang: ca. 250 cm Höhe: ca. 17 m Kronendurchmesser: ca. 12 m Hofbaum | BW                                      |
| ND 27          | Wachtendonk-Harzbeck Zufahrt zum Grundstück Vorster Straße 3 auf einer Zierrasenfläche Karte                                                                                                | Walnussbaum in Harzbeck                                               | 1      | Walnussbaum (Juglans regia)                                | 2013             | Seltenheit Eigenart Schönheit                          | Umfang: ca. 270 cm Höhe: ca. 20 m Kronendurchmesser: ca. 16 m Hofbaum mit mächtiger, ausgeprägter Krone. | Fotos hochladen                         |
| ND 28          | Wachtendonk-Harzbeck Auf einem Acker östlich des Eekesweges Karte | Stieleiche in Harzbeck östlich des Eekesweges                         | 1      | Stieleiche (Quercus robur)                                 | 2013             | Seltenheit Eigenart Schönheit                          | Umfang: ca. 360 cm Höhe: ca. 24 m Kronendurchmesser: ca. 20 m Freistehende und weithin sichtbare Eiche. | Fotos hochladen                         |
| ND 29          | Wachtendonk-Harzbeck Hofzufahrt zum Bellhof Karte | Stieleiche am Müllemer Schulweg Nr. 4                                 | 1      | Stieleiche (Quercus robur)                                 | 2013             | Seltenheit Eigenart Schönheit Kulturhistorische Gründe | Umfang: ca. 390 cm Höhe: ca. 25 m Kronendurchmesser: ca. 22 m | Fotos hochladen                         |
| ND 30          | Wachtendonk-Harzbeck Jülicher Straße / Schürkesweg, ca. 400 m nördlich der Flootsmühle Karte                                                                                                | Teufelsstein Heronger Buschberge                                      | 1      | Findling (tertiärer Quarzit)                               | 2013             | Landeskundliche Gründe Kulturhistorische Gründe        | Maße ca. 200 × 135 × 35 cm Der Stein hat die Form eines ungleichmäßigen Vierecks. | Fotos hochladen                         |
| ND 31          | Straelen-: Am Herschel, ca. 250 m nordwestlich der Flootsmühle innerhalb des Waldes Karte                                                                                                   | Stieleiche nordwestlich der Flootsmühle                               | 1      | Stieleiche (Quercus robur)                                 | 2013             | Eigenart Schönheit                                     | Umfang: ca. 580 cm Höhe: ca. 30 m Alter: über 250 Jahre Der Baum wies bereits 2013 eine geringe Vitalität auf und hatte Faulstellen im Stamm. In 10 m Höhe war ein Stämmling abgebrochen und abgestorben. Anfang Mai 2020 ist der Baum umgestürzt. In der ND-Verordnung Kreis Geldern vom 1. Dez. 1954 wurde die Eiche bereits als ND geführt.                                            | Fotos hochladen                         |
| ND 32          | Wachtendonk-: An der Flootsmühle, Wegkreuzung Herscheler Weg / Jülicher Straße / Heide Karte                                                                                                | Stieleiche bei Flootsmühle                                            | 1      | Stieleiche (Quercus robur)                                 | 2013             | Eigenart Schönheit                                     | Umfang: ca. 450 cm Höhe: ca. 30 m Kronendurchmesser: ca. 15 – 20 m | Fotos hochladen                         |
| ND 33          | Wachtendonk-: Hofstelle Harts-Gots Laerheider Weg 29 Karte | Rosskastanie am Laerheider Weg                                        | 1      | Rosskastanie (Aesculus hippocastanum)                      | 2013             | Eigenart Schönheit                                     | Umfang: ca. 450 cm Höhe: ca. 25 m Kronendurchmesser: ca. 20 – 25 m Hofbaum, in 3 m Höhe ist er in 5 Stämmlinge geteilt. Baumtraufe und Hoffläche ist mit Betonsteinen versiegelt. | BW                                      |